# صناعة السيارات في باكستان

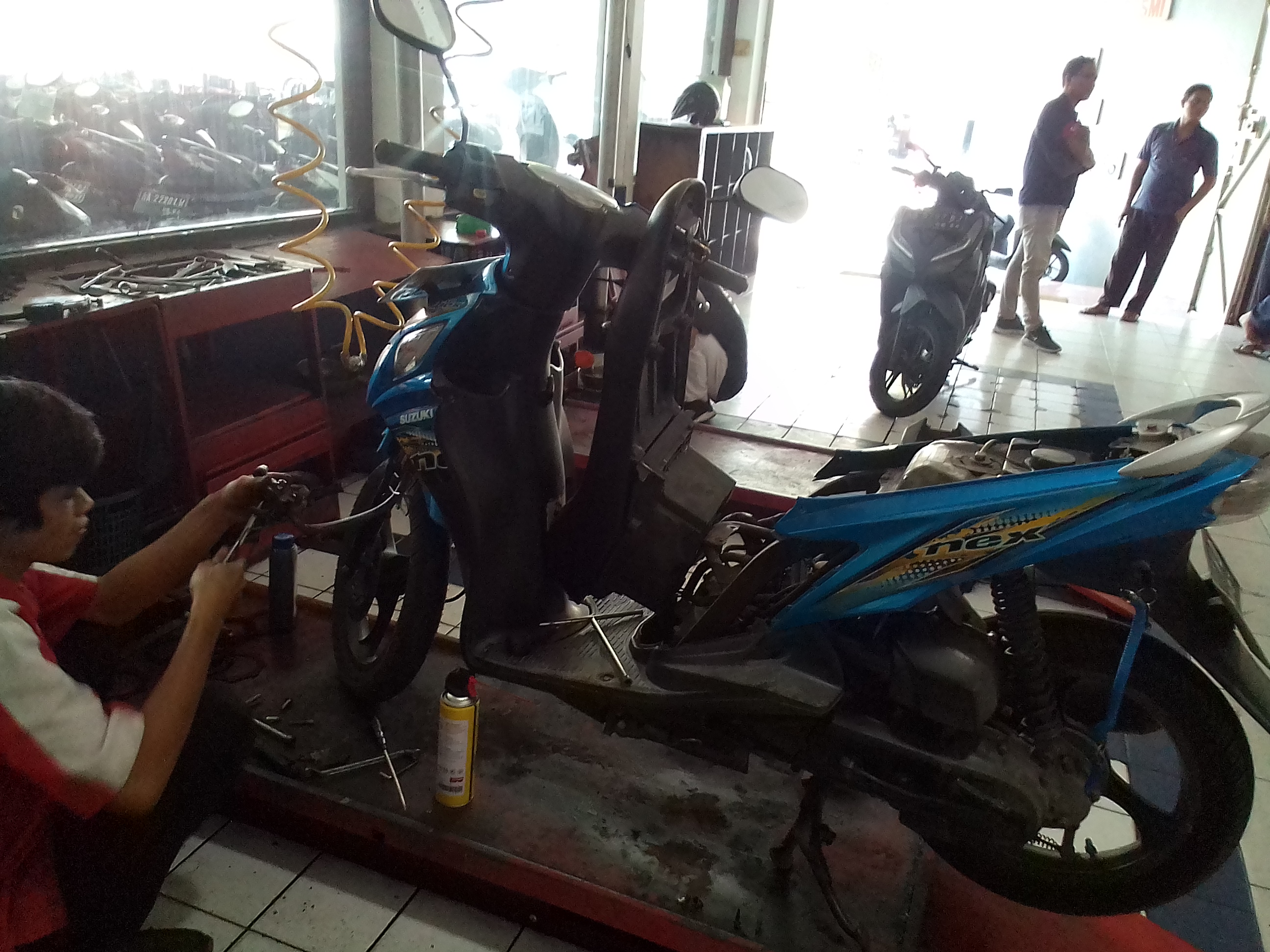
سوزوكي موتورز

صناعة السيارات في باكستان؛ تعتبر قطاعًا جديدًا ومهمًا في الاقتصاد الباكستاني. تأسست صناعة السيارات في البلاد في الستينيات، ومنذ ذلك الحين توسعت وتطورت بشكل ملحوظ.

## نظرة عامّة
صناعة السيارات في باكستان تشهد تطورًا ملحوظًا وتوسعًا في السنوات الأخيرة. يتوقع أن تستمر الحكومة والشركات المصنعة في دعم هذا القطاع وتعزيز تطوره للمساهمة في النمو الاقتصادي وتوفير فرص العمل في البلاد.

## الشركات محلية الصنع
توجد في باكستان عدة شركات محلية تعمل في صناعة السيارات. من بين الشركات الرئيسية الشاملة للتصنيع هي "باك سوزوكي موتورز" (Pak Suzuki Motors) و"أتلس هوندا باكستان" (Atlas Honda Pakistan)، التي تصنع وتسوق سيارات سوزوكي وهوندا على التوالي.

## التجميع المحلي

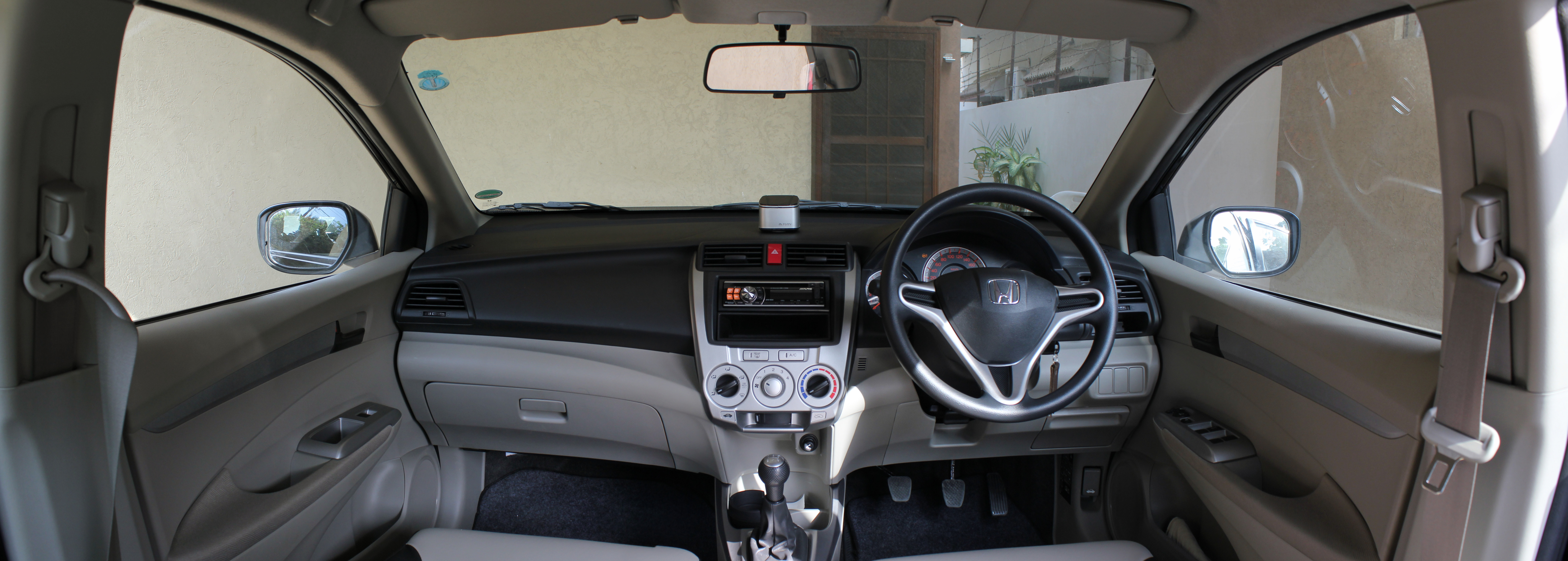
سيارة هوندا باكستان من الداخل.

يتم تجميع العديد من السيارات في باكستان باستخدام قطع غيار محلية واستيرادية. الشركات المصنعة تعمل على تطوير قدرات التجميع المحلي للسيارات وتعزيز المشاركة المحلية في هذا القطاع.

## الطلب المحلي والتصدير

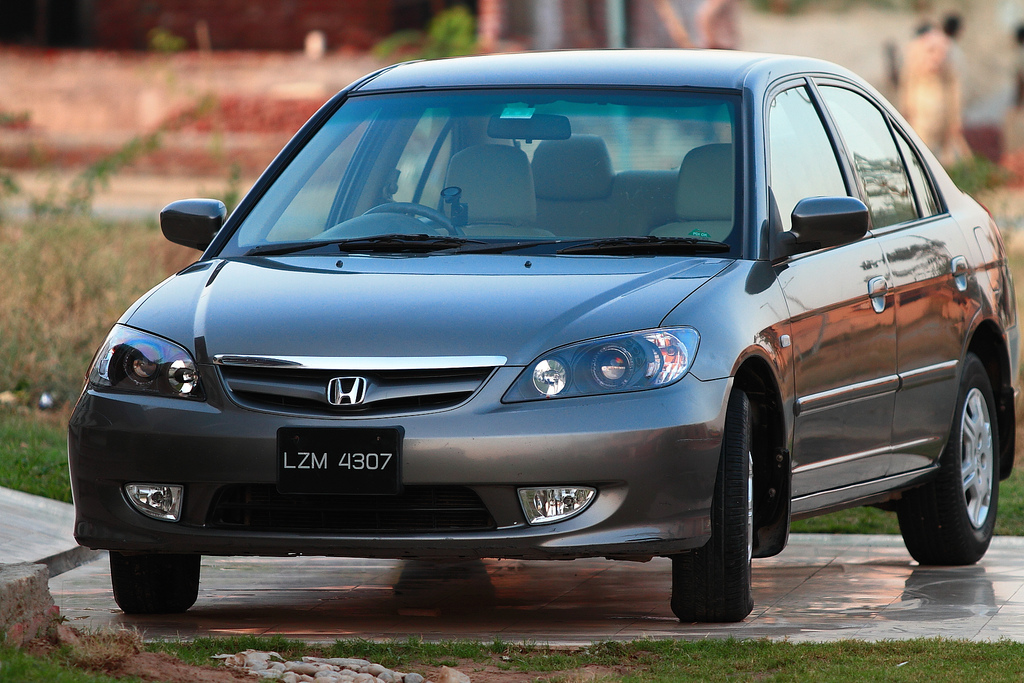
سيارة هوندا باكستان.

يوجد طلب قوي على السيارات في السوق المحلية في باكستان نظرًا لزيادة الطلب على وسائل النقل الشخصية. بالإضافة إلى ذلك، تزايدت فرص التصدير للسيارات المصنعة في باكستان إلى الأسواق العالمية.

## السياسات الحكومية والاستثمارات
تهتم الحكومة الباكستانية بتشجيع صناعة السيارات في البلاد وتقديم الدعم والتسهيلات للشركات المصنعة. كما تشجع الاستثمارات المحلية والأجنبية في هذا القطاع.
ومع استمرار التطور والتوسع في صناعة السيارات في باكستان، يتوقع أن تستمر في النمو وتلعب دورًا أكبر في دعم الاقتصاد وتوفير فرص العمل في البلاد.

## السيارات الهجينة والكهربائية

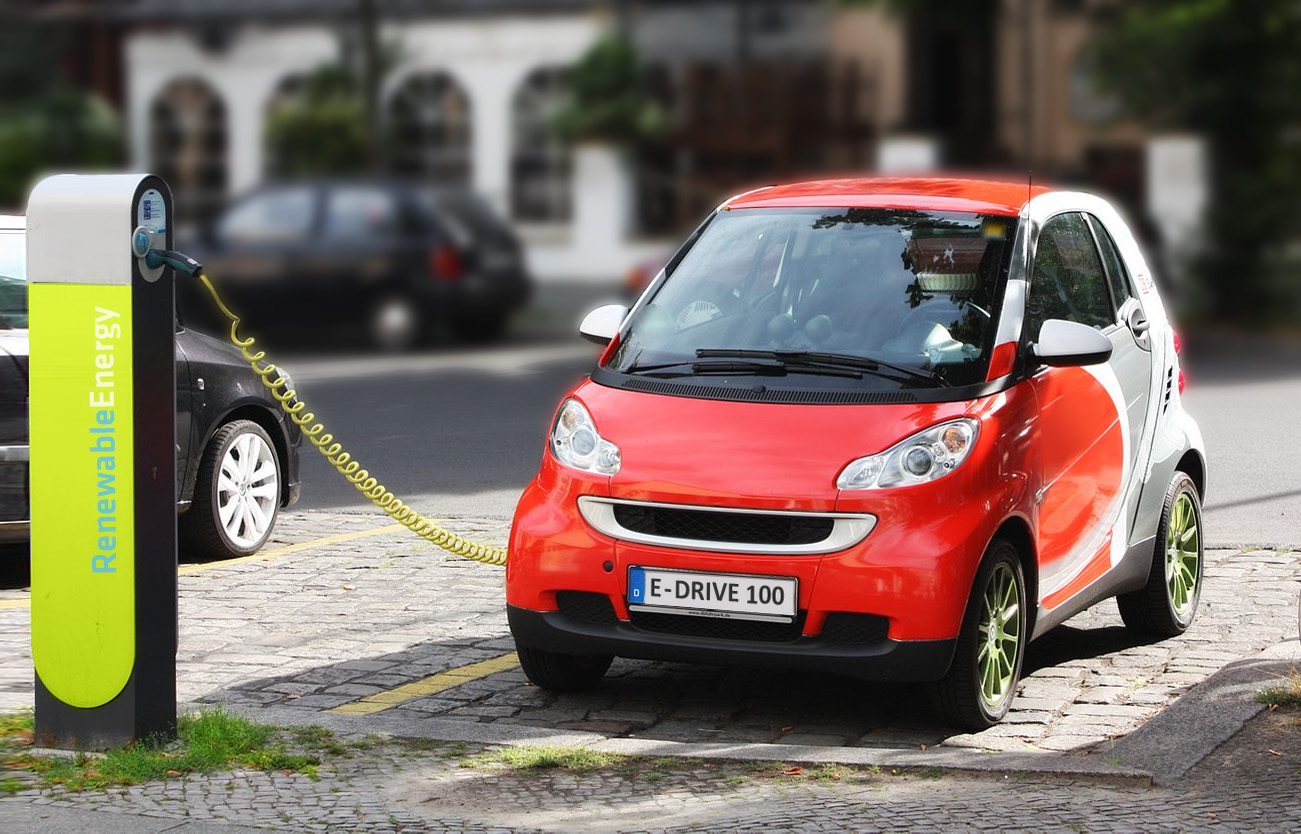
سيارة كهربائية لتقليل استهلاك الوقود ودعم البيئة والاستدامة.

تتزايد الاهتمام بالسيارات الهجينة والكهربائية في باكستان، وتعمل بعض الشركات المحلية على تقديم خيارات مستدامة وذات كفاءة في استهلاك الوقود. قد تساهم هذه السيارات في تقليل الانبعاثات الضارة بالبيئة وتعزيز الاستدامة.